# Saltkød
Saltkød er et smørrebrødspålæg af tynde skiver saltet okse- eller kalvelårtunge. Lårtunge er en tungeformet kødudskæring hos kvæg. Bruges bl.a. på dyrlægens natmad.
| Mad og drikke | Spire Denne artikel om mad og drikke er en spire som bør udbygges. Du er velkommen til at hjælpe Wikipedia ved at udvide den. |